# Extra (rede varejista)
Extra é uma rede varejista brasileira de supermercados e minimercados e opera no e-commerce pertencente ao GPA. A bandeira surgiu com hipermercados em 1989, quando substituiu a marca Jumbo, existente desde a década de 1970. Suas lojas que incluem supermercados e minimercados e o e-commerce de alimentos são operados pelo GPA, que atualmente opera a rede premium de supermercados Pão de Açúcar. O segmento de hipermercados foi operado pela rede até o ano de 2021, quando o grupo varejista fechou 71 pontos de vendas para conversão a rede Assaí Atacadista,  enquanto o e-commerce de móveis e eletrônicos é controlado pelo Grupo Casas Bahia.

## História
É uma das bandeiras do GPA , lançada em 1989 , cuja primeira loja foi instalada na cidade de Campo Grande. A bandeira foi criada para substituir o Jumbo e o Jumbo Eletro , bandeiras de hipermercado da matriz brasileira do grupo na época.
Em 2006, o Extra correspondeu por 50,3% das vendas líquidas da CBD.
Em 2010, começou um plano estratégico que modificaria a forma de como a marca Extra era aplicada em suas lojas. Esse plano consistia em transformar os hipermercados em uma das bandeiras da marca; assim, passaram a se chamar Extra Hiper. No ano seguinte, a marca passou a ocupar o lugar das redes Sendas e CompreBem, que estavam em processo de extinção.
Em 2018, algumas lojas da marca Extra Supermercado foram convertidas para Compre Bem.
Em 14 de outubro de 2021, foi anunciado que a divisão de hipermercados seria extinta, tendo as lojas vendidas ao Assaí Atacadista por R$ 5,2 bilhões.